# Le Cygne et la Princesse : En mission secrète

Le Cygne et la Princesse : En mission secrète (The Swan Princess: Royally Undercover) est un film d'animation américain réalisé par Richard Rich, sorti directement en vidéo en 2017.

## Fiche technique
- Titre original : The Swan Princess: The Swan Princess: Royally Undercover
- Titre français : Le Cygne et la Princesse : En mission secrète
- Réalisation : Richard Rich
- Scénario : Brian Nissen
- Musique : Lex de Azevedo
- Distribution : Sony Pictures Home Entertainment
- Durée : 71 minutes
- Dates de sortie :

 États-Unis : 28 mars 2017 (directement en vidéo)

## Distribution

### Voix originales
- Laura Bailey : Odette
- Yuri Lowenthal : Derek
- Jennifer Miller : Queen Uberta
- Joseph Medrano : Rogers
- Jayden Isabel : Alise
- Grant Durazzo : Lucas
- Gardner Jaas : Puffin
- Clayton Mackay : Jean-Bob
- Doug Stone : Speed
- David Lodge : Number 9
- Joe Ochman : Sébastien
- James Clayton : Jean Bob
- Kirk Thornton : Count Antonio
- Nash Grier

### Voix françaises
- Myriam Thyrion
- Yves Degen
- Mélanie Dermont